# Ciuma (roman)
Ciuma (în franceză La Peste) este un roman scris de Albert Camus și publicat în 1947, care prezintă cazul unei epidemii de ciumă din orașul algerian Oran. El ridică o serie de întrebări legate de natura destinului și a condiției umane. Personajele din carte, de la medici și până la turiști și fugari, sunt folosite pentru a arăta efectele pe care le are ciuma asupra populației.
Romanul este considerat a fi inspirat din epidemia de holeră care a ucis un procent mare din populația Oranului în 1849 după ce orașul a fost colonizat de francezi, dar acțiunea romanului este plasată în anii 1940. Oranul și împrejurimile sale au fost lovite de boală de mai multe ori înainte ca Albert Camus să publice acest roman. Potrivit unui raport de cercetare al Centrului pentru Controlul și Prevenirea Bolilor, Oranul a fost devastat de ciumă în 1556 și 1678, dar cazurile înregistrate după colonizarea europeană, în 1921 (185 de cazuri), 1931 (76 de cazuri) și 1944 (95 de cazuri), au fost mult departe de amploarea epidemiei descrise în roman.
Ciuma este considerat un roman clasic existențialist în ciuda obiecțiilor lui Camus față de această etichetare. Tonul narativ este similar cu cel al lui Kafka, în special în Procesul, în care sentințele individuale au mai multe semnificații. Camus a inclus un personaj care interpretează eronat Procesul ca roman polițist mister, o formă de omagiu oblică adusă cărții citate. Romanul a fost interpretat ca o abordare metaforică a Rezistenței franceze la ocupației nazistă din timpul celui de-al doilea război mondial.
Deși abordarea Camus din carte este severă, naratorul subliniază ideile că nu avem în cele din urmă niciun control asupra vieții, iar iraționalitatea ei este inevitabilă.  În plus, el ilustrează reacția umană în fața "absurdului"; Ciuma prezintă modul în care lumea se raportează la noțiunea filosofică a absurdismului, o teorie la definirea căreia a contribuit însuși Camus.

## Rezumat
Romanul Ciuma este împărțit în cinci părți.

### Prima parte

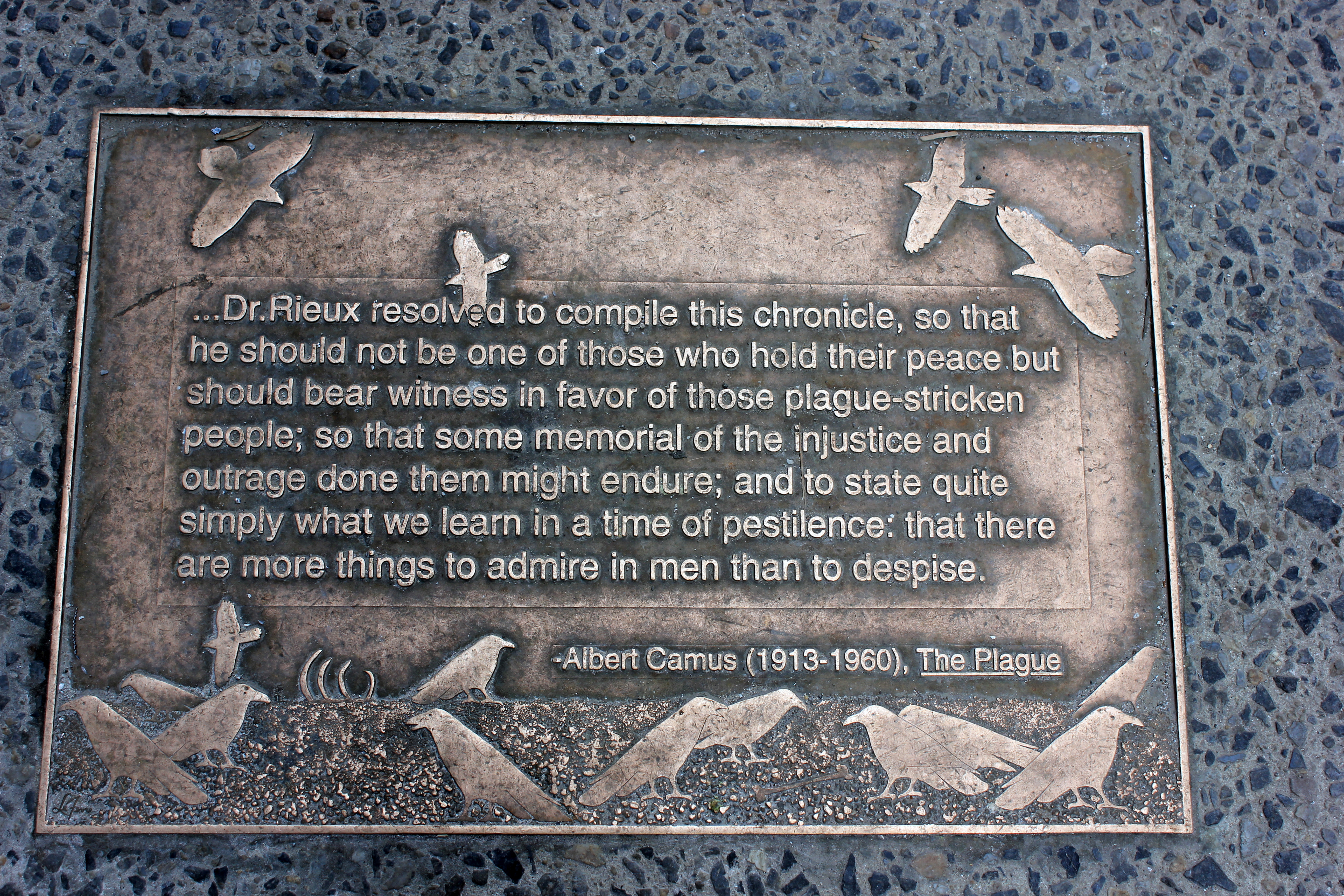
Placă cu un citat din "Ciuma" la New York

În orașul Oran, mii de șobolani, inițial neobservați de populație, încep să moară în stradă. Curând începe o isterie care determină ziarele locale să prezinte acest incident straniu. Autoritățile răspund presiunii publice prin strângerea și incinerarea șobolanilor, fără să știe că operațiunea de colectare era catalizatorul pentru răspândirea ciumei bubonice.
Personajul principal, dr. Bernard Rieux, trăiește confortabil într-o clădire de apartamente când portarul imobilului, dl. Michel, moare de febră. Dr. Rieux îl consultă pe colegul său, Castel, cu privire la boală și ajunge la concluzia că are loc o epidemie de ciumă în oraș. Cei doi îi anunță pe confrații medici, precum și autoritățile orășenești cu privire la teoria lor, dar aceasta este respinsă ca neconfirmată. Cu toate acestea, pe măsură ce tot mai multe decese survin într-un timp rapid, devine evident că are loc o epidemie.
Autoritățile, inclusiv prefectul, acceptă cu greutate că situația este gravă și iau măsuri destul de slabe. Anunțuri oficiale privind adoptarea unor măsuri de control sunt postate, dar limbajul folosit este optimist și minimalizează gravitatea situației. Un "cartier special" este deschis în spital, dar cele 80 de paturi sunt ocupate în trei zile. Deoarece numărul morților începe să crească, sunt luate măsuri disperate. Casele celor bolnavi intră în carantină; bolnavii sunt duși cu forța la spital, iar înmormântările sunt strict supravegheate. O cantitate de ser împotriva ciumei ajunge în oraș în cele din urmă, dar este suficientă doar pentru tratarea cazurilor existente, iar rezervele de urgență ale țării sunt epuizate. Când numărul zilnic de decese ajunge la 30, orașul este închis și este declarat oficial focar de ciumă.

### Partea a doua
Orașul se află în carantină. Porțile orașului sunt închise, transportul feroviar este interzis, iar toate serviciile poștale sunt suspendate. Utilizarea liniilor telefonice este limitată doar la apelurile "urgente", telegramele scurte fiind singurul mijloc de comunicare cu prietenii sau cu familia din afara orașului. Izolarea afectează activitatea de zi cu zi și îi deprimă pe locuitorii orașului, care încep să se simtă abandonați, iar ciuma afectează și persoane din înalta societate.
Un personaj, Raymond Rambert, pune la cale un plan pentru a fugi din oraș și a fi alături de iubita sa la Paris după ce conducătorii orașului i-au refuzat aprobarea cererii de pleca. El se împrietenește cu niște infractori care îi promit să-l scoată afară din oraș. Un alt personaj, părintele Paneloux, folosește ciuma ca o oportunitate de a-și întări poziția în oraș, sugerând că ciuma a fost un act prin care Dumnezeu a pedepsit natură păcătoasă a localnicilor. Diatriba lui ajunge la urechile multor cetățeni ai orașului, care se întorc în masă către biserică deși nu ar fi făcut-o în condiții normale. Cottard, un infractor copleșit de remușcări și care încercase să se sinucidă din teama de a nu fi arestat, se îmbogățește începând să facă contrabandă cu țigări și cu băuturi alcoolice de proastă calitate. Între timp, dr. Rieux, vilegiaturistul Jean Tarrou și un funcționar civil pe nume Joseph Grand organizează un serviciu de voluntari pentru tratarea pacienților.
Jurnalistul parizian Rambert îl informează pe Tarrou cu privire la planul său de evadare, dar când Tarrou îi spune că și alte persoane din oraș, inclusiv dr. Rieux, au persoane dragi în afara orașului și pe care nu li se permite să le vadă, se răzgândește. El se decide apoi să se alăture lui Tarrou și dr. Rieux pentru a ajuta la lupta împotriva epidemiei.

### Partea a treia
La jumătatea lunii august, situația continuă să se înrăutățească. Oamenii încearcă să fugă din oraș, iar unii dintre ei sunt împușcați de santinele înarmate. Violența și jafurile izbucnesc pe o scară mică, iar autoritățile răspund declarând legea marțială și instituind starea de asediu. Înmormântările sunt realizate cu o mai mare rapiditate, fără ceremonii și cu puțin respect față de sentimentele familiilor celor decedați. Locuitorii trăiesc pasiv sentimente tot mai intense de exil și de claustrare; descurajați, ei decad atât emoțional, cât și fizic.

### Partea a patra
În septembrie și octombrie, orașul se află sub stăpânirea ciumei. Rieux află de la sanatoriu că starea soției sale se înrăutățește. Inima sa devine tot mai împietrită cu privire la victimele ciumei, astfel încât poate continua să-și facă datoria fără a claca psihic. Cottard, pe de altă parte, este bucuros în timpul ciumei pentru că simte că toată lumea se confruntă cu același pericol. Cottard și Tarrou participă la un spectacol cu opera Orfeu și Euridice de Gluck, dar actorul care-l interpretează pe Orfeu se prăbușește pe scenă în timpul spectacolului cu simptome de ciumă. Rambert are în sfârșit o șansă de a scăpa, dar el decide să rămână, spunând că i-ar fi rușine de el dacă ar pleca.
Spre sfârșitul lunii octombrie, noul ser anti-ciumă al lui Castel este testat pentru prima dată, dar nu poate salva viața micului băiat al lui Othon, care suferă foarte mult. Paneloux, care se alăturase grupului de voluntari în lupta împotriva ciumei, ține o a doua predică. El abordează problema suferinței unui copil nevinovat și spune că este o încercare a credinței creștine, făcând ca oamenii fie să nege totul, fie să creadă totul. El își îndeamnă enoriașii să nu renunțe la luptă, ci să facă tot posibilul pentru a o combate. La câteva zile după predică, Paneloux se îmbolnăvește și moare, deși simptomele sale nu par a fi cele ale ciumei.
Tarrou și Rambert vizitează una din taberele de izolare, unde îl întâlnesc pe judecătorul Othon. Când perioada de carantină a lui Othon se încheie, el alege să rămână în tabără ca voluntar, deoarece crede că astfel se va simți separat mai puțin de fiul său mort. Tarrou îi spune lui Rieux povestea vieții sale, iar cei doi bărbați merg împreună să înoate în mare. Grand se îmbolnăvește de ciumă și îi cere lui Rieux să-i ardă toate hârtiile; el își revine însă în mod neașteptat, iar decesele cauzate de ciumă încep să scadă.

### Partea a cincea
Pe la sfârșitul lunii ianuarie, epidemia de ciumă se află pe sfârșite, iar locuitorii orașului încep să sărbătorească deschiderea iminentă a porților orașului. Othon, cu toate acestea, nu scapă de moarte din cauza bolii. Cottard este tulburat de încetarea epidemiei, de pe urma căreia profitase, și este urmărit de autorități. Deși epidemia era pe sfârșite, Tarrou se îmbolnăvește de ciumă și moare după o luptă eroică. Soția lui Rieux moare și ea.
În luna februarie, porțile orașului sunt deschise și oamenii se reîntâlnesc cu cei dragi care se aflaseră până atunci în alte orașe. Rambert se întâlnește cu soția sa. Rieux dezvăluie cititorilor că el este naratorul cronicii și că a încercat să prezinte o viziune obiectivă a evenimentelor. Cottard înnebunește și începe să-i împuște pe oameni din casa lui, fiind ulterior arestat. Grand începe să lucreze din nou. Rieux reflectează asupra epidemiei și ajunge la concluzia că există mai multe lucruri de admirat decât de disprețuit la oameni.

## Personaje
- dr. Castel - unul dintre colegii medici ai lui Rieux și mult mai în vârstă ca acesta. El își dă seama după primele câteva cazuri că este vorba de o epidemie de ciumă bubonică și este conștient de gravitatea situației. El lucrează intens pentru a realiza un ser anti-ciumă, dar pe măsură ce epidemia continuă începe să prezinte semne de uzură.

- Cottard - locuiește în aceeași clădire ca și Grand. El nu pare să aibă un loc de muncă și este descris ca având mijloace private, deși el se descrie ca fiind "comis-voiajor de vinuri și băuturi spirtoase". Cottard este o figura excentrică, tăcut și secretos, care încearcă să se spânzure în camera lui.
Personalitatea lui Cottard se schimbă după izbucnirea ciumei. După ce fusese puțin prietenos mai înainte, acum el devine agreabil și încearcă din greu să-și facă prieteni. El pare să se bucure de venirea ciumei, iar Tarrou crede că acest lucru se datorează faptului că el consideră că este mai ușor să trăiești cu propriile temeri atunci când toată lumea este într-o stare de frică. Cottard profită de criză pentru a face bani prin vânzarea de țigări de contrabandă și de băuturi alcoolice de calitate proastă. Când epidemia se termină, starea de spirit a lui Cottard oscilează. Uneori el este sociabil, dar alteori el se închide în camera lui. În cele din urmă, el își pierde echilibrul mental și împușcă la întâmplare oamenii de pe stradă. Este arestat de poliție.

- Joseph Grand - un funcționar în vârstă de 50 de ani al primăriei orașului. El este înalt și subțire și poartă întotdeauna haine prea mari pentru el. Slab plătit, el trăiește o viață austeră, dar el este capabil de o afecțiune profundă. În timpul liber, Grand studiază limba latină și scrie o carte, dar este atât de perfecționist că rescrie continuu prima frază și nu poate ajunge mai departe. Una din problemele sale în viață este că își poate găsi rareori cuvintele corecte pentru a exprima ceea ce simte. Grand s-a căsătorit încă din adolescență, dar surmenajul și sărăcia l-au copleșit,iar soția sa Jeanne l-a părăsit. Când izbucnește epidemia de ciumă în oraș, Grand se alătură echipei de voluntari, în calitate de secretar general, înregistrând toate statisticile. Grand se îmbolnăvește de ciumă și îi cere lui Rieux să-i ardă manuscrisul, dar apoi își revine în mod neașteptat. La sfârșitul romanului, Grand spune că este mult mai fericit; el i-a scris Jeannei și a făcut un nou început în cartea sa.

- părintele Paneloux - un preot iezuit învățat și foarte respectat. El este bine cunoscut pentru că a susținut o serie de prelegeri în care a prezentat o formă pură a doctrinei creștine și i-a acuzat pe localnici pentru indiferența lor. În prima etapă a ciumei, Paneloux ține o predică la catedrală, în care insistă că ciuma este un flagel trimis de Dumnezeu pentru cei cu inima împietrită. Dar Paneloux susține, de asemenea, că Dumnezeu este prezent pentru a oferi ajutor și speranță. Preotul se alătură echipei de muncitori voluntari și se îmbolnăvește. El refuză să cheme un medic, încrezându-se în Dumnezeu, și moare în cele din urmă. Deoarece simptomele sale nu par să semene cu cele ale ciumei, Rieux înregistrează moartea lui ca un "caz îndoielnic".

- Prefectul - consideră inițial că este vorba de o alarmă falsă, dar la sfatul asociației medicilor autorizează măsuri limitate pentru combaterea epidemiei. Când acestea nu funcționează, el încearcă să evite responsabilitatea, spunând că va cere un ordin de la guvern. După aceasta, el își asuma responsabilitatea pentru înăsprirea dispozițiilor referitoare la ciumă și emite ordinul de închidere a orașului.

- Raymond Rambert - un jurnalist care vizita Oranul pentru a scrie un articol asupra condițiilor de viață din cartierul arab al orașului. La începutul epidemiei de ciumă, el se trezește prins într-un oraș cu care simte că nu are nici o legătură. Lipsindu-i soția care se afla în Paris, el își folosește toate ingeniozitatea și inventivitatea pentru a convinge administrația orașului să-i permită să plece. Eșuând în demersul său, el îi contactează pe contrabandiști, care sunt de acord să-l ajute să scape pentru o taxă de zece mii de franci. În cele din urmă, Rambert se răzgândește și decide să rămână în oraș pentru a contribui la combaterea ciumei, spunând că se va simți rușinat de el dacă ar reuși să scape de unul singur. El simte acum că aparține Oranului și că ciuma este problema tuturor, inclusiv a lui.

- dr. Richard - președintele Asociației Medicilor din Oran. El acționează cu lentoare în a recomanda orice acțiune care să combată ciuma, nedorind să alarmeze publicul. Nici măcar nu vrea să admită că boala care devastează orașul este ciuma, referindu-se în schimb la un "tip special de febră".

- dr. Bernard Rieux - el este naratorul romanului, deși acest lucru este dezvăluit abia la sfârșit. Tarrou îl descrie ca având aproximativ 35 de ani, de înălțime moderată, negricios, cu părul negru tuns scurt. La începutul romanului, soția lui Rieux, care era bolnavă de un an, pleacă la sanatoriu. Rieux tratează prima victimă a ciumei și este primul care folosește cuvântul ciumă pentru a descrie boala. El îndeamnă autoritățile să ia măsuri pentru a opri răspândirea epidemiei. Cu toate acestea, la început, deși pare neliniștit, nu-și dă seama de gravitatea situației. În scurt timp, el își dă seama că populația este în pericol și avertizează autoritățile că, dacă nu se iau imediat măsuri, epidemia ar putea ucide în câteva luni jumătate din populația de 200.000 de locuitori a orașului.
În timpul epidemiei, Rieux conduce un spital auxiliar și lucrează ore întregi la tratarea victimelor. El injectează ser și sparge abcesele, iar atribuțiile atârnă greu asupra lui. El ajunge acasă târziu și trebuie să se distanțeze de mila pe care o simte pentru victime.
Rieux lucrează pentru a combate ciuma pentru că este un medic și slujba este de a opri suferința umană. El nu o face pentru un scop religios precum Paneloux (Rieux nu crede în Dumnezeu) sau ca parte a unui cod moral precum Tarrou. El este un om practic, care face ceea ce trebuie făcut, chiar dacă știe că nu poate câștiga în lupta împotriva morții.

- doamna Rieux - mama dr. Rieux, care vine să stea cu el atunci când soția sa bolnavă merge la sanatoriu. Ea este o femeie calmă care, după ce și-a făcut treburile din gospodărie, stă liniștită pe un scaun. Ea spune că la vârsta ei nu i-au mai rămas multe lucruri de care să se teamă.

- Jean Tarrou - a sosit în Oran cu câteva săptămâni înainte de izbucnirea epidemiei de ciumă, din motive necunoscute. El nu se află acolo pentru afaceri, deoarece pare să aibă mijloace de întreținere. Tarrou este un om blajin, care zâmbește mult. El ține de asemenea un jurnal, plin de observațiile sale cu privire la viața din Oran, pe care Rieux le încorporează în narațiune.
Tarrou este primul care vine cu ideea de a se organiza echipe de voluntari pentru a lupta cu ciuma. El vrea să facă acest lucru înainte ca autoritățile să înceapă să recruteze oameni și nu-i place planul oficial de a folosi deținuți. El ia măsuri determinate de propriul său cod de morală; el simte că ciuma este responsabilitatea tuturor și că toată lumea ar trebui să-și facă datoria. Își dorește să devină un sfânt, chiar dacă nu crede în Dumnezeu.
Fiul al unui procuror sever care cerea pedeapsa cu moartea pentru toți acuzații, el a fost dezgustat de ideea pedepsei capitale. A plecat de acasă înainte de a împlini vârsta de 18 ani, făcând ca interesul său principal în viață să fie opoziția față de pedeapsa cu moartea, pe care o considera ca o crimă sponsorizată de stat. Cu toate acestea, anii de activism și lupta de partea republicanilor în Războiul Civil Spaniol l-au deziluzionat. Când epidemia de ciumă se apropie de final, Tarrou devine una dintre ultimele sale victime, luptând eroic înainte de a muri.

## Analogii
Încă de la epigraf, luat din Robinson Crusoe de Daniel Defoe, Camus ne invită să asimilăm epidemia de ciumă din roman cu mai multe analogii: "Poți tot atât de bine să înfățișezi un fel de întemnițare prin altul, cum poți să înfățișezi orice lucru care există cu adevărat, prin ceva care nu există.".
Epidemia de ciumă care are loc în roman poate fi asemănată cu expansiunea ciumei brune maro (sau a nazismului), care se răspândise cu zece ani înainte de publicarea romanului adică în 1937, și mai ales cu ocupația germană din Franța în timpul celui de-al doilea război mondial. Astfel, diferitele acțiuni întreprinse de personajele Ciumei pentru a eradica boala corespund acțiunilor Rezistenței franceze.
În ianuarie 1955, criticul literar Roland Barthes a scris un articol despre Ciuma, unde a calificat trimiterea la contextul celui de-al doilea război mondial ca o "neînțelegere". Camus i-a răspuns într-o scrisoare deschisă în acești termeni: "Ciuma, care am vrut să se citească pe mai multe planuri, are totuși drept conținut evident lupta de rezistenței europene contra nazismului. Dovada este că acest inamic care nu este numit, a fost recunoscut de toată lumea și în toate țările Europei. Adăugați faptul că un pasaj lung din Ciuma a fost publicat sub ocupație într-o colecție a ziarului Combat și că acest fapt ar justifica el-singur transpunerea pe care am operat-o. Ciuma, într-un anumit sens, este mai mult decât o cronică a rezistenței. Dar cu siguranță nu este mai puțin."
În prima parte a romanului este menționată judecarea în același timp a unei crime comise de un tânăr funcționar comercial asupra unui arab pe plaja din Alger, care formează subiectul romanului Străinul.

## Adaptări
- 1965 - "La Peste", cantată compusă de Roberto Gerhard
- 1992 - "La Peste", film regizat de Luis Puenzo